# Scherzos de Chopin
Les Scherzos de Chopin sont quatre scherzos pour piano seul composés par Frédéric Chopin entre 1831 et 1842.
Alfred Cortot décrit ces morceaux comme « des jeux, [...] mais terrifiants ; des danses, mais enfiévrées, hallucinantes », qui « semblent ne rythmer que l'âpre ronde des tourments humains ». Comme pour les Nocturnes, les Polonaises ou les Études, Chopin se réapproprie un matériau musical traditionnel, en l'occurrence le scherzo, et le transforme. Chez Chopin, le scherzo est empreint d'un caractère obscur et inquiétant qui lui donne son expressivité.

## Scherzono1en si mineur,op.20
Peut-être esquissé fin 1830 à Vienne, probablement continué autour de 1831-1833 à Paris, peut-être terminé fin 1834 et édité en février 1835 par Maurice Schlesinger avec le sous-titre « Le banquet infernal » (contre l'avis de Chopin). Il est « dédié à M. T. Albrecht » (Thomas Albrecht, consul de Saxe à Paris et ami de Chopin, chez qui il séjourne à Ville-d'Avray en mai 1847).
Cette pièce virtuose aurait été composée, selon la légende, durant une nuit d'angoisse dans la cathédrale de Vienne[Laquelle ?]. La première partie est imprégnée d'agitations frénétiques, effroi que le second thème, plus lent, occulte quelques instants avant que l'aspect déchaîné et dramatique du 1er mouvement ne fasse sa réapparition.

## Scherzono2en si bémol mineur,op.31
Composé en 1837 à Paris, édité en 1837 à Paris et Londres, et en 1838 à Leipzig, il est dédié à la comtesse Adèle de Fürstenstein.
Le scherzo débute par des triolets, qui du goût de Chopin n'étaient jamais joués assez piano et qui constituent, selon ses dires, le fondement de l'œuvre. Ces triolets sont une interrogation à laquelle des accords maestosos répondent par quatre fois, précédent un passage cantabile lyrique. Par la suite, la pièce se développe dans une diversité de couleurs et de sentiments, marquée par un motif central mélodique. Ce motif, petit à petit amplifié, est finalement ré-exposé à la tonalité initiale. Le premier thème est finalement répété avant de se conclure en une coda, marque de fabrique récurrente chez Chopin. Il est à noter qu'au début, les notes des triolets sont en fait les noms de chacune des tonalités (majeures ou mineures) du morceau, soient si bémol, la, si bémol, ré bémol et fa.

## Scherzono3en do dièse mineur,op.39
Composé en 1838 et 1839 à Paris et Majorque, édité en 1840, il est dédié à Adolf Gutmann, élève de Chopin.
De nouveau une œuvre virtuose, traversée de staccatos et ponctuée d'un délicat ruissellement de notes dans sa partie centrale, ruissellement que l'on retrouve plus loin, guidé par un accompagnement plus sombre et mélancolique, avant que l'œuvre ne s'achève avec mouvement et vitesse.

## Scherzono4en mi majeur,op.54
Composé en 1841 et 1842 à Nohant et Paris, édité en 1843, à Londres en 1845, il est dédié à Jeanne de Caraman, et dans l'édition de Paris à sa sœur Clothilde de Caraman, toutes deux élèves de Chopin.
C'est l'unique des quatre Sherzi qui soit en mode majeur, et c'est aussi le moins violent et le moins sombre. Le morceau est rempli d'allégresse et de douce mélancolie.